# 고르고13
《고르고13》(일본어: ゴルゴ13)은 사이토 타카오의 만화이다. 일본 쇼가쿠칸의 만화 잡지인 《빅 코믹》에서 1968년부터 현재까지 연재되고 있다. 2016년 12월 기준으로 문고판이 184권까지 발매되었으며, 누계 판매 1억 부를 돌파한 인기작이다.

## 소개
전 세계를 무대로 활약하는 프로 저격수를 그린 성인 취향의 액션 만화. 의뢰받은 일은 반드시 완료하는 초일류 저격수, 고르고13 의 이야기이다. 하드보일드 성격을 띠고 있으며 비슷한 시기에 붐을 이뤘던 소년 독자를 대상으로 한 스파이물 만화들에 비해 현실감있는 소재를 이용하여 높은 인기를 끌었다. 연재했던 해당 출판사가 주최하는 쇼가쿠칸 만화상을 2번이나 수상했다.

## 미디어믹스
73년과 77년에 실사영화로 개봉하였다. 83년에는 데자키 오사무의 연출로 극장판 애니메이션이 개봉되었는데, 역사상 최초로 CG를 도입한 기념비적인 애니메이션 영화였다. 1999년에는 남코의 아케이드 전용머신을 사용한 게임인 사일런트스코프의 게임엔진을 이용하여 동명의 저격게임으로 발매되기도 했다. 2000년, 2001년에 2편의 후속작이 발매되었다.

## 등장인물
고르고13
'듀크 토고'라는 사업용 호칭으로 불리는 킬러. 국적이나 연령과 본명 등 모든 인적사항이 불명인 동양계 남자. 다만 '세리자와 일가' 에피소드에서 일본에서 오래전부터 암살자를 양성하는 세리자와 가문에서 태어난 천재 소년에 대한 이야기가 있었는데 고르고13으로 추정된다. 180 cm 정도의 키에 30대 정도의 외모, 육상이나 수영 등, 엘리트 스포츠 선수 레벨의 운동능력을 가지고 있다. 에베레스트 산을 알파인 스타일로 등반할 수 있을 정도의 체력을 가졌고('초모랑마' 에피소드) 저격 기술에 있어서는 달리는 차 속에서 수백미터 떨어져 동일한 속도로 달리는 열차안의 인물을 저격할 수 있을 정도의 초인적인 장거리 사격능력을 지녔다. 구 소련 올림픽 메달리스트 출신의 저격수를 등장시켜 고르고13의 저격수로서의 우열을 간접비교한 에피소드를 근거로 볼 때, 그의 장거리 사격 정밀도는 올림픽 메달리스트의 수준을 크게 상회한다. 뿐만 아니라 근접상황에서의 맨손 전투능력도 미국, 러시아 특수부대원을 상대로도 능히 제압이 가능한 격투의 달인이다.
일반적으로 고액의 의뢰보수를 요구하며, 지급된 보수는 스위스은행 및 여러 비밀계좌로 보관하고 있으며 세계 각지의 무인도나 오지에 안전가옥이나 비밀 시설도 가지고 있는데 무인도를 구입하여 비행활주로를 건설하고 전투기까지 구매하는 정도의 예산을 즉석에서 지불이 가능한 재정적 기반이 있다.
성격에 대해서는 무표정하고 감정의 표현을 일체 하지 않지만 고액의 의뢰보수 대신 값싼 대가로 의뢰를 받아들이는 예외적인 면모도 있다.
저격 무기로는 자신만의 용도로 세팅된 AR-15를 사용하는데 정기적으로 스위스의 총기장인에게 의뢰하여 총열을 교체한다. 저격의 범위는 무기와 용도에 따른 탄환이 허락하는 한계까지 가능하며 저격 정밀도는 인간의 신체부위는 물론이고 하이힐의 굽 끄트머리만을 날려버릴뿐만아니라 연주중인 바이올린리스트의 바이올린 선 하나만 끊어버릴 정도로 정교하다.

## 연재 역사와 소재 등
- 연재 기간

39년이나 될 만큼 장기연재작인 이 만화는 60년대 동서냉전의 분위기에서 탄생했다. 60년대는 미국-소련의 냉전시대를 배경으로 한 스파이소재의 소설, 영화들이 붐을 이루듯 쏟아졌는데 고르고13 역시 이런 시대적 배경에 착안하여 출발하였다. 종래 스파이 위주의 첩보물과 달리 저격수라는 소재를 도입한 것은 혁신적인 시도였으며 주인공 특유의 눈썹모양과 눈매, '대화할 때 뒤에서 말해서는 안 된다.', '악수는 하지 않는다' 등의 대사는 많은 만화,드라마 등에서 패러디로 쓰일정도로 현재에 이르러서는 저격수의 아이콘으로 자리잡았다.
- 연재분량

3회 정도로 하나의 에피소드가 종료되는 규칙성이 있으며 거의 50년 연재 기간 동안 단 한 번도 펑크를 내지 않은 성실함도 유명하다. 다만 일정기간의 주기로 주인공 고르고13의 그림이 작가 자신의 그림과 미묘하게 다르게 그려질 때가 있기 때문에 사이토 타카오 프로덕션 산하의 어시스턴트가 대신 그리는 경우가 많았다는 루머도 있다.
- 소재

1970년대~1980년대는 동서냉전을 배경으로 첩보물 성격의 요인암살과 같은 에피소드가 많이 등장했으며 미,소 양 체제가 맞딱뜨리는 분쟁지역의 국소적인 전쟁이나 전투에도 관여하는 내용도 종종 있었다. 90년대에 가까워지면서 독일의 통일, 소비에트 연방의 붕괴와 더불어 남미 마약카르텔, 마피아와 같은 각종 범죄조직, 기업간 암투 등으로 다양하게 소재의 대상이 확대대기도 한다. 이 외에도 그 시대마다 논란이 되는 국제적 정세나 경제적인 사안에서 비롯되는 픽션들도 속속 등장하였으며 초자연현상이나 자연재해와 같은 비인간적인 소재들도 다루었다. 2000년대에 들어와서는 중동의 테러나 최신 과학기술로 인한 산업스파이, 신무기 등의 소재가 쓰이는 등 시대변화와 밀접한 관련이 있는 소재선택을 보여주고 있다.